# Armoriale del Portogallo
Questa pagina contiene le armi (stemmi e blasonature) del Portogallo e degli ex territori coloniali.

## Stato
| Stemma | Blasonatura | Bandiera |
| ------ | --- | -------- |
|        | Repubblica Portoghese D'argento, caricato di cinque scudi d'azzurro, disposti in croce, ciascuno caricato di cinque bisanti d'argento, disposti in decusse, alla bordura di rosso caricata di sette castelli d'oro, tre sul capo, due sui lati e due verso la punta, il tutto posto su una sfera armillare circondata da due fronde d'alloro intrecciate poste in decusse in oro. |          |
|        | Regione Autonoma delle Azzorre D'argento all'astore d'azzurro, lampassato e armato di rosso, alla bordura di rosso caricata di nove stelle a cinque bracci d'oro. Lo stemma è sostenuto da due tori di nero armati d'argento, imbrigliati e incatenati d'oro. Il toro di sinistra porta uno stendardo con la croce dell'Ordine del Cristo, quello di destra porta uno stendardo rappresentante una colomba d'argento, che rappresenta lo Spirito Santo. Lo stemma è cimato da un elmo d'oro, in maestà, intarsiato di diversi elementi di rosso e d'azzurro. Il tutto è sormontato da un astore d'azzurro, caricato di nove stelle d'oro. Uno striscione d'oro con su scritto il motto ufficiale della regione: «Antes morrer livres que em paz sujeitos» (“Meglio morire liberi che in pace soggetti”). |          |
|        | Regione Autonoma di Madera Interzato in palo, nel I e nel III d'azzurro, e nel II d'oro caricato della croce dell'Ordine de Cristo. Lo stemma è sostenuto da due leoni marini al naturale. Lo sormonta un elmo d'oro, aperto di rosso. Il tutto sormontato da un cimiero a forma di sfera armillare. Uno striscione d'oro con su scritto il motto ufficiale della regione: «Das Ilhas, as mais Belas e Livres» (“Delle Isole, la più Bella e Libera”). |          |

## Città
| Stemma | Blasonatura | Bandiera |
| ------ | --- | -------- |
|        | Lisbona Capitale del paese dal 1147, quando fu conquistata ai musulmani.                                           |          |
|        | Porto Conquistata ai musulmani dal Regno delle Asturie nel 868, capitale del Contado Portucalense.                 |          |
|        | Faro Capitale del Regno di Algarve dal 1539, per volontà di Giovanni III.                                          |          |
|        | Silves Conquistata ai musulmani nel 1189, persa e poi riconquistata nel 1249, prima capitale del Regno di Algarve. |          |
| -      | Altre città: | -        |

## Antichi territori d'oltremare
| Stemma | Blasonatura | Bandiera proposto                 |
| ------ | --- | --------------------------------- |
|        | Angola Territorio d'oltremare fino al 1975. |                                   |
|        | Capo Verde Territorio d'oltremare fino al 1975. |                                   |
|        | Guinea portoghese Territorio d'oltremare fino al 1974. |                                   |
|        | India Portoghese Territorio d'oltremare fino al 1961. |                                   |
|        | Macao - Territorio d'oltremare fino al 1976. - Territorio sotto amministrazione portoghese 1976-1999.                                                                          | (fino al 1976) (dal 1976 al 1999) |
|        | Mozambico Territorio d'oltremare fino al 1975. |                                   |
|        | São Tomé e Príncipe Territorio d'oltremare fino al 1975. - fino 1961 includeva il Forte di San Giovanni Battista d'Ajuda, situato nella città di Ouidah sulla costa del Benin. |                                   |
|        | Timor portoghese Territorio d'oltremare fino al 1975 (ufficialmente fino al 1999).                                                                                             |                                   |

## Antichi regni della Corona
| Stemma | Blasonatura | Bandiera |
| ------ | --- | -------- |
|        | Contado Portucalense prima 1139 d'argento alla croce d'azzurro. |          |
|        | Regno di Portogallo prima della conquista di l'Algarve 1) D'argento ai cinque scudi d'azzurro disposti in croce, con gli scudi laterali giacenti, ciascuno dei quali seminato di bisanti d'argento. 2) D'argento ai cinque scudi d'azzurro disposti in croce, con gli scudi laterali giacenti, ciascuno dei quali caricato di cinque bisanti d'argento disposti in decusse. |          |
|        | Regno di Portogallo 1) D'argento ai cinque scudi d'azzurro disposti a croce, con gli scudi laterali giacenti, ciascuno dei quali seminato di bisanti d'argento, alla bordura di rosso caricata di castelli d'oro, costituiti di tre torri, aperti e forati d'azzurro. 2) D'argento ai cinque scudi d'azzurro disposti a croce, con gli scudi laterali giacenti, ciascuno dei quali caricato di cinque bisanti d'argento disposti in decusse, alla bordura di rosso caricata di castelli d'oro, costituiti di tre torri, aperti e forati d'azzurro e caricata di quattro estremità di una croce gigliata di verde (Croce dell'Ordine di San Benedetto d'Aviz). 3) D'argento, caricato di cinque scudi d'azzurro, disposti in croce, ciascuno caricato di cinque bisanti d'argento, disposti in decusse, alla bordura di rosso caricata di sette castelli d'oro, tre sul capo, due sui lati e due verso la punta (di Portogallo). |          |
|        | Regno di Algarve Inquartato, nel I e nel IV d'oro alla testa di moro di nero e attortigliata d'argento, nel II e nel III di rosso alla testa di re in maestà al naturale coronata d'oro, il tutto cimato da corona regale antica d'oro. |          |
|        | Regno di Brasile (1815-1822) D'azzurro, alla sfera armillare d'oro. |          |
|        | Regno Unito di Portogallo, Brasile e Algarve (1815-1822) |          |
|        | Regno di Portogallo e Algarve dopo l'indipendenza di Brasile (1822), fino alla proclamazione della Repubblica (1910) |          |

## Famiglia reale e nobiltà portoghese
| Stemma | Blasonatura |
| ------ | --- |
|        | Re o Regina regnante del Portogallo Di Portogallo, il tutto cimato dalla corona regale |
|        | Re o Regina consorti del Portogallo Partito, nel I di Portogallo, nel II le armi del (o della) consorte, il tutto cimato dalla corona regale |
|        | Principe di Portogallo Di Portogallo, brisato di un lambello d'oro di tre pendenti, il tutto cimato dalla corona principesca |
|        | Principe di Beira Di Portogallo, brisato di un lambello d'oro di tre pendenti, ciascun pendente caricato di una rosa di rosso bottonata d'oro e punteggiata di verde, il tutto cimato dalla corona principesca |
|        | Primo infante di Portogallo, duca di Porto Di Portogallo, brisato di un lambello d'oro di tre pendenti, il pendente destro caricato di un plinto alle armi della madre dell'infante, il tutto cimato dalla corona ducale |
|        | Secondo infante di Portogallo Di Portogallo, brisato di un lambello d'oro di tre pendenti, i due pendenti esterni caricati di un plinto alle armi della madre dell'infante, il tutto cimato dalla corona ducale |
|        | Terzo (e successivi) infante di Portogallo Di Portogallo, brisato di un lambello d'oro di tre pendenti, ciascun pendente caricato di un plinto alle armi della madre dell'infante, il tutto cimato dalla corona ducale |
|        | Infanta di Portogallo Scudo a losanga partito, nel I d'argento, nel II di Portogallo. Dopo il matrimonio dell'infanta, l'argento viene sostituito dalle armi del marito. |
|        | Pietro delle Sette Parti (del Mondo) (1392-1449), Infante del Portogallo, figlio di Giovanni I, duca di Coimbra e di Treviso. Questo divenne in seguito lo stemma dei duchi di Coimbra. D'argento ai cinque scudi d'azzurro disposti a croce, con gli scudi laterali giacenti, ciascuno dei quali caricato di cinque bisanti d'argento disposti in decusse, alla bordura di rosso caricata di castelli d'oro, costituiti di tre torri, aperti e forati d'azzurro e caricata di quattro estremità di una croce gigliata di verde, brisato di un lambello d'argento, ciascun pendente caricato di tre moscature di nero. |
|        | Giovanni d'Aviz (1431-1457), Infante del Portogallo, figlio di Pietro d'Aviz, principe d'Antiochia. Inquartato, nel I d'argento, alla croce potenziata d'oro, accantonata di quattro crocette dello stesso (Regno di Gerusalemme), nel II controinquartato nell'1 e nel 4 d'argento ai cinque scudi d'azzurro disposti a croce, con gli scudi laterali giacenti, ciascuno dei quali caricato di cinque bisanti d'argento disposti in decusse, alla bordura di rosso caricata di castelli d'oro, costituiti di tre torri, aperti e forati d'azzurro e caricata di quattro estremità di una croce gigliata di verde (d'Aviz del Portogallo) e nel 2 e nel 3 controinquartato nell'1 e nel 4 d'azzurro ai tre gigli d'oro (Regno di Francia) e nel 2 e nel 3 di rosso ai tre leopardi d'oro (Regno d'Inghilterra), al III d'oro al leone di rosso, armato, lampassato e coronato d'azzurro (Regno d'Armenia) e nel IV d'argento al leone di rosso, armato, lampassato e coronato d'oro (Regno di Cipro), sul tutto fasciato d'azzurro e d'argento, di otto pezzi, al leone di rosso, armato, lampassato e coronato d'oro (Lusignano di Cipro) |
|        | Giacomo d'Aviz-Coimbra (1433-1459), Infante del Portogallo, figlio di Pietro d'Aviz, Vescovo di Arras e di Pafo e Arcivescovo di Lisbona. Inquartato, nel I e nel IV d'argento ai cinque scudi d'azzurro disposti a croce, con gli scudi laterali giacenti, ciascuno dei quali caricato di cinque bisanti d'argento disposti in decusse, alla bordura di rosso caricata di castelli d'oro, costituiti di tre torri, aperti e forati d'azzurro e caricata di quattro estremità di una croce gigliata di verde, brisato di un lambello d'argento, ciascun pendente caricato di tre moscature di nero (d'Aviz-Coimbra), e nel II e nel III d'oro ai quattro pali di rosso (d'Aragona). |
|        | Enrico il Navigatore (1394-1460), Infante del Portogallo, figlio di Giovanni I, duca di Viseu. Questo divenne in seguito lo stemma dei duchi di Viseu. D'argento ai cinque scudi d'azzurro disposti a croce, con gli scudi laterali giacenti, ciascuno dei quali caricato di cinque bisanti d'argento disposti in decusse, alla bordura di rosso caricata di castelli d'oro, costituiti di tre torri, aperti e forati d'azzurro e caricata di quattro estremità di una croce gigliata di verde, brisato di un lambello d'azzurro, ciascun pendente caricato di tre gigli d'oro. |
|        | Giovanni l'Infante connestabile (1400-1442), Infante del Portogallo, figlio di Giovanni I, connestabile del Portogallo. D'argento ai cinque scudi d'azzurro disposti a croce, con gli scudi laterali giacenti, ciascuno dei quali caricato di cinque bisanti d'argento disposti in decusse, alla bordura di rosso caricata di castelli d'oro, costituiti di tre torri, aperti e forati d'azzurro e caricata di quattro estremità di una croce gigliata di verde, brisato di un lambello d'oro, ciascun pendente caricato di un fianco destro di rosso. |
|        | Ferdinando il Santo Infante (1402-1443), Infante del Portogallo, figlio di Giovanni I, gran maestro dell’Ordine d'Aviz. D'argento ai cinque scudi d'azzurro disposti a croce, con gli scudi laterali giacenti, ciascuno dei quali caricato di cinque bisanti d'argento disposti in decusse, alla bordura di rosso caricata di castelli d'oro, costituiti di tre torri, aperti e forati d'azzurro e caricata di quattro estremità di una croce gigliata di verde e due leopardi affrontati d'oro in capo. |
|        | Alfonso V (1432-1481) Tra il 1475 il 1479, durante la Guerra di Successione castigliana, Alfonso V si autoproclamò re di Castiglia e Léon e unì le sue armi (di Portogallo-Aviz) con quelle di sua madre Eleonora di Trastámara (di Castiglia-Léon). Inquartato nel I e nel IV d'argento ai cinque scudi d'azzurro disposti a croce, con gli scudi laterali giacenti, ciascuno dei quali caricato di cinque bisanti d'argento disposti in decusse, alla bordura di rosso caricata di castelli d'oro, costituiti di tre torri, aperti e forati d'azzurro e caricata di quattro estremità di una croce gigliata di verde, e nel II e nel III controinquartato, nell'1 e nel 4, di rosso al castello d'oro aperto e forato d'azzurro e nel 2 e nel 3 d'argento al leone di porpora armato, lampassato e coronato d'oro. |
|        | Ferdinando d'Aviz-Beja (1433-1470), Infante del Portogallo, figlio di Edoardo I, duca di Beja e di Viseu. D'argento ai cinque scudi d'azzurro disposti a croce, con gli scudi laterali giacenti, ciascuno dei quali caricato di cinque bisanti d'argento disposti in decusse, alla bordura di rosso caricata di castelli d'oro, costituiti di tre torri, aperti e forati d'azzurro e caricata di quattro estremità di una croce gigliata di verde, brisato di un lambello a due pendenti d'argento, ciascun pendente inquartato in decusse, nel I e nel IV d'oro ai quattro pali di rosso, nel II e nel III d'argento all'aquila di nero (Regno di Sicilia). |
|        | Duca di Beja Di Portogallo, brisato di un lambello d'oro di tre pendenti, i due pendenti esterni caricati di un plinto inquartato in decusse, nel I e nel IV d'oro ai quattro pali di rosso, nel II e nel III d'argento all'aquila di nero. |
|        | Luigi (1506-1555), Infante di Portogallo, figlio di Manuele I, duca di Beja. Di Portogallo, brisato di un lambello d'oro di tre pendenti, il pendente destro caricato di un plinto inquartato, nel I e nel IV di rosso al castello d'oro aperto e forato d'azzurro e nel II e nel III d'argento al leone di porpora armato, lampassato e coronato d'oro (Regno di Castiglia-Léon). |
|        | Ferdinando (1507-1534), Infante di Portogallo, figlio di Manuele I, duca di Guarda e Trancoso. Questo divenne in seguito lo stemma dei duchi di Guarda e Trancoso. Di Portogallo, brisato di un lambello d'oro di tre pendenti, i due pendenti esterni caricati di un plinto, il plinto di sinistra inquartato, nel I e nel IV di rosso al castello d'oro aperto e forato d'azzurro e nel II e nel III d'argento al leone di porpora armato, lampassato e coronato d'oro (Regno di Castiglia-Léon), il plinto di destra d'oro alle quattro barre di rosso (Aragona). |
|        | Edoardo (1515-1540), Infante di Portogallo, figlio di Manuele I, duca di Guimarães. Di Portogallo, brisato di un lambello d'oro di tre pendenti, ciascun pendente caricato di un plinto, il plinto di sinistra inquartato, nel I e nel IV di rosso al castello d'oro aperto e forato d'azzurro e nel II e nel III d'argento al leone di porpora armato, lampassato e coronato d'oro (Regno di Castiglia-Léon), il plinto centrale partito, nel I fasciato di rosso e d'argento, nel II d'argento alla croce potenziata d'oro accantonata di quattro crocette dello stesso (Regno di Napoli), il plinto di destra inquartato in decusse, nel I e nel IV d'oro ai quattro pali di rosso, nel II e nel III d'argento all'aquila di nero (Regno di Sicilia). |
|        | Giorgio di Lencastre (1481-1550), Infante di Portogallo, figlio naturale di Giovanni II, duca d’Aveiro e di Coimbra. Lo stesso stemma fu, in seguito, utilizzato da: Michele di Braganza (1699-1724), Infante di Portogallo, figlio naturale di Pietro II, duca di Lafões. Questo divenne in seguito lo stemma dei duchi d'Aveiro e di Torres Novas. Di Portogallo, caricato di un filetto di nero posto in sbarra attraversante sul tutto. |
|        | Duca di Faial e Palmela Inquartato, nel I e nel IV di Portogallo, caricato di un filetto di nero posto in sbarra attraversante sul tutto (di Braganza-Aveiro), nel II e nel III di rosso ai quattro crescenti affrontati d'argento. |
|        | Armi di Michele di Braganza dopo il matrimonio con Luisa Casimira di Sousa-Nassau-Ligne, principessa di Ligne e contessa di Miranda do Corvo. Questo divenne in seguito lo stemma dei duchi Miranda do Corvo e di Lafões. Partito, nel I di Portogallo, caricato di un filetto di nero posto in sbarra attraversante sul tutto, nel II inquartato, nel I e nel IV di Portogallo, caricato di un filetto di nero posto in sbarra attraversante sul tutto, nel II e nel III di rosso ai quattro crescenti affrontati d'argento. |
|        | Conte di Linhares Inquartato, nel I e nel IV controinquartato, nell'1 e nel 4 di Portogallo, caricato di un filetto di nero posto in sbarra attraversante sul tutto (di Braganza-Aveiro), nel 2 e nel 3 di rosso ai quattro crescenti affrontati d'argento, nel II e nel III d'oro alle cinque stelle a cinque punte disposte in decusse. |
|        | Famiglia di Lencastre e Távora Inquartato, nel I e nel IV di Portogallo, caricato di un filetto di nero posto in sbarra attraversante sul tutto, nel II e nel III d'argento alle cinque burelle ondate d'azzurro. |
|        | Duca di Linhares e Marchese d'Angeja Inquartato, nel I e nel IV di Portogallo, caricato di un filetto di nero posto in sbarra attraversante sul tutto, nel II e nel III d'argento ai due leoni di porpora affrontati, armati e lampassati di rosso, e alla punta di rosso caricata di un castello d'oro, costituito di tre torri, aperto e forato d'azzurro, alla bordura composta d'oro e d'argento vaiato d'azzurro (di Trastámara). |
|        | Duca di Caminha e di Vila Real Inquartato, nel I e nel IV di Portogallo, caricato di un filetto di nero posto in sbarra attraversante sul tutto, nel II e nel III d'argento ai due leoni di porpora affrontati, armati e lampassati di rosso, e alla punta di rosso caricata di un castello d'oro, costituito di tre torri, aperto e forato d'azzurro, alla bordura composta d'oro e d'argento vaiato d'azzurro (di Trastámara), sul tutto partito di tre e troncato di due, nell'1, nel 3 e nel 5 d'oro ai due lupi rapaci di porpora, nel 2, nel 4 e nel 6 d'oro alle quattro barre di rosso, sul tutto d'oro pieno. |
|        | Isabella di Portogallo (1503-1539), Infanta di Portogallo, figlia di Manuele I, e moglie di Carlo V d'Asburgo. Partito, nel primo, D'oro all'aquila bicipite di nero, diademata del campo, rostrata, linguata, membrata e armata di rosso, sul tutto in capo partito, nell'1 inquartato, nel I e nel IV di rosso al castello d'oro aperto e forato d'azzurro e nel II e nel III d'argento al leone di porpora armato, lampassato e coronato d'oro, il tutto innestato in punta d'argento al melograno porpora seminato di rosso, supportato, fogliato e aperto (Regno di Castiglia-Léon e Regno di Granada), nel 2 partito, nel I d'oro alle quattro barre di rosso (Aragona) e nel II inquartato in decusse, nell'1 e nel 4 d'oro ai quattro pali di rosso, nel 2 e nel 3 d'argento all'aquila di nero (Regno di Sicilia); e in punta inquartato, nell'1 di rosso alla fascia d'argento (Arciducato d'Austria), nel 2 d'azzurro seminato di gigli d'oro alla bordura composta d'argento e di rosso, nel 3 bandato d’oro e d’azzurro, alla bordura di rosso (Ducato di Borgogna) e nel 4 di nero al leone d'oro, armato e lampassato di rosso (Ducato di Brabante), sul tutto partito, nel I d'oro al leone de nero armato, coronato e lampassato di rosso (Contea delle Fiandre), nel II d'argento all'aquila spiegata di rosso, membrata e beccata d'oro (Contea del Tirolo), nel secondo di Portogallo. Il tutto posto su un'aquila bicipite di nero, membrata e beccata d'oro e armata e lampassata di rosso, sormontata dalla corona imperiare del Sacro Romano Impero. |
|        | Augusto di Beauharnais (1810-1835), Principe consorte del Portogallo (1834-1835), primo marito della principessa Maria, duca di Leuchtenberg, di Navarra e di Santa Cruz. Partito, nel I di Portogallo, nel II inquartato, nell'1 e nel 4 d'argento alla fascia di nero, sormontata da tre cigni neri, nel 2 di rosso al castello d'argento, costituito da due torri, su ciascuna aperto e forato di nero, ai due alberi di verde, ciascuno nodrito ad una torre, nel 3 di verde alla spada d'argento manicata d'oro accostata di sei stelle a cinque punte d'argento. Lo scudo è cimato dalla corona regale portoghese, attorniato dal collare dell'Ordine della Torre e della spada e sostenuto da due viverne affrontate di verde, armate e lampassate di rosso. Il tutto posto sotto al padiglione regio cimato con la corona reale portoghese. |
|        | Ferdinando di Sassonia-Cobourgo-Gotha (1816-1885), Principe consorte del Portogallo (1834-1835), poi Re consorte del Portogallo come Ferdinando II (1836-1853), secondo marito di Maria II. Partito, nel I di Portogallo, nel II fasciato d'oro e di nero di otto pezzi al crancelino di verde posto in banda attraversante sul tutto. |
|        | Duca di Albuquerque e Conte di Mesquitela Inquartato, nel I e nel IV d'argento ai quattro scudetti disposti a croce, ciascuno dei quali caricato di cinque bisanti d'argento disposti in decusse, nel II del III di rosso ai cinque gigli d'oro disposti in decusse. |
|        | Marchese di Minas Inquartato, nel I e nel IV d'argento ai quattro scudetti disposti a croce, ciascuno dei quali caricato di cinque bisanti d'argento disposti in decusse, nel II e nel III d'argento al leone di porpora, lampassato e armato di rosso. |
|        | Marchese di Marialva Inquartato, nel I e nel IV d'argento ai quattro scudetti disposti a croce, ciascuno dei quali caricato di cinque bisanti d'argento disposti in decusse, nel II e nel III d'azzurro ai tre gigli d'oro, sul tutto d'oro. |
|        | Duca di Terceira Inquartato, nel I e nel IV controinquartato, nell'1 e nel 4 d'argento ai quattro scudetti disposti a croce, ciascuno dei quali caricato di cinque bisanti d'argento disposti in decusse, nel 2 e nel 3 d'argento al leone di porpora, lampassato e armato di rosso, nel II e nel III controinquartato, nell'1 e nel 4 di rosso alla mano destra al naturale alata d'oro, tenente una spada d'argento manicata d'oro, nel 2 e nel 3 d'argento al leone di porpora, armato e lampassato di rosso e coronato d'oro; sul tutto d'oro all'anello d'oro gemmato di bronzo. |
|        | Duca di Saldanha Inquartato, nel I di rosso alla torre d'argento aperta, forata e con tetto a punta d'azzurro e cimata di una crocetta d'oro, nel secondo controinquartato, nell'1 e nel 4 d'argento ai quattro scudetti disposti a croce, ciascuno dei quali caricato di cinque bisanti d'argento disposti in decusse, nel 2 e nel 3 d'argento al leone di porpora, lampassato e armato di rosso, nel III di rosso all'albero al naturale nodrito alla campagna dello stesso, nel IV partito, nell'1 d'azzurro alla stella ad otto punte d'oro accostata di quattro crescenti affrontati d'argento, nel secondo d'argento alle tre bande di rosso intrecciate con tre sbarre dello stesso. |
|        | Casa d'Aviz . D’argento, alla croce gigliata di verde (Croce dell'Ordine di San Benedetto d'Aviz). |
|        | Alfonso (1377-1461), figlio naturale di Giovanni I, duca di Braganza. Questo divenne in seguito lo stemma dei duchi di Braganza, di Barcelos e di Guimarães 1) D'argento alla decusse di rosso caricata di cinque scudetti d'azzurro, ciascuno dei quali caricato di cinque bisanti d'argento 2) D'argento alla decusse di rosso caricata di cinque scudi d'argento, ciascuno dei quali caricato di cinque scudetti d'azzurro disposti a croce, con gli scudi laterali giacenti, ciascuno dei quali caricato di cinque bisanti d'argento disposti in decusse 3) D'argento alla decusse di rosso caricata di cinque scudetti d'argento, ciascuno dei quali caricato di cinque scudetti d'azzurro disposti a croce, con gli scudi laterali giacenti, ciascuno dei quali caricato di cinque bisanti d'argento disposti in decusse, alla bordura di rosso caricata di castelli d'oro, costituiti di tre torri, aperti e forati d'azzurro e caricata di quattro estremità di una croce gigliata di verde 4) D'argento alla decusse di rosso caricata di cinque scudetti, ciascuno dei quali di Portogallo, caricato di un filetto di nero attraversante in sbarra |
|        | Alfonso (1441-1483), figlio di Ferdinando I di Braganza, conte di Faro. Questo divenne in seguito lo stemma dei conti di Faro Inquartato in decusse d'argento e d'oro, sul tutto alla decusse di rosso caricata di cinque scudetti d'azzurro, ciascuno dei quali caricato di cinque bisanti d'argento. |
|        | Alvaro (1439-1504), figlio di Ferdinando I di Braganza, duca di Cadaval. Questo divenne in seguito lo stemma dei duchi di Cadaval e marchesi di Valenza D'argento alla decusse di rosso caricata di cinque scudetti d'azzurro, ciascuno dei quali caricato di cinque bisanti d'argento, e di quattro croci gigliate d'argento, ciascuna delle quali caricata di una crocetta di rosso. |
|        | Armi di Alvaro di Braganza dopo il matrimonio con Filippa di Melo contessa di Olivenca. Inquartato, nel I e nel IV d'argento alla decusse di rosso caricata di cinque scudetti d'azzurro, ciascuno dei quali caricato di cinque bisanti d'argento, nel II e III d'oro ai sei plinti giacenti di rosso, ciascuno dei quali caricato di un bisante d'argento. |
|        | Conte d'Assumar Inquartato, nel I e nel IV d'argento alla decusse di rosso caricata di cinque scudetti d'azzurro, ciascuno dei quali caricato di cinque bisanti d'argento, e di quattro croci gigliate d'argento, ciascuna delle quali caricata di una crocetta di rosso, nel II e III d'oro ai sei plinti giacenti di rosso, ciascuno dei quali caricato di un bisante d'oro. |
|        | Signore d'Eza D'argento ai quattro scudetti d'azzurro ciascuno dei quali seminato di bisanti d'argento, con gli scudi laterali giacenti, sul tutto una cordicella di porpora ad orlatura e otto cordicelle dello stesso raggianti dal centro, sul tutto d'azzurro seminato di bisanti d'argento. |
|        | Nuno Álvares Pereira (1360-1431), Conte di Ourém e Connestabile del Portogallo, suocero di Alfonso di Braganza. Di rosso alla croce gigliata d'argento, caricata di una crocetta di rosso. |
|        | Duca di Abrantes Scaccato d'argento e d'azzurro. |
|        | Duca d'Avila e Bolama Partito, nel I inquartato, nell'1 e nel 4 d'oro all'aquila di nero, membrata e imbeccata di rosso, nel 2 e nel 3 fasciato d'argento e di rosso con ciascuna fascia d'argento caricata di un occhio bottonato d'azzurro, con gli occhi disposti in banda, nel II di rosso ai sei crescenti d'argento disposti in due file rivoltati. |
|        | Duca di Ficalho D'oro ai sei plinti giacenti di rosso, ciascuno dei quali caricato di un bisante d'argento |
|        | Duca di Loulé Inquartato in decusse, nel I di verde alla banda d'oro alzata caricata di un filetto in banda di rosso alzato, nel II d'oro alla scritta di nero in lettere capitali latine "AVE" giacente, nel III d'oro alla scritta di nero in lettere capitali latine "MARIA" e nel IV di verde alla banda d'oro abbassata caricata di un filetto di rosso abbassato. |
|        | Marchese di Gouveia Fasciato di bronzo e tanné. |
|        | Marchese di Pombal D'azzurro alla stella ad otto punte d'oro accostata di quattro crescenti affrontati d'argento. |
|        | Marchese di Tavora D'argento alle cinque burelle ondate d'azzurro. |
|        | Conte d'Almada D'oro alla fascia d'azzurro caricata di due croci gigliate d'oro, ciascuna delle quali caricata di una crocetta d'azzurro, e accostata da due aquile di rosso membrate di nero. |
|        | Conte d'Atouguia Bandato d'azzurro e d'argento in nove pezzi. |
|        | Conte di Basto Di tanné seminato di bisanti d'azzurro. |
|        | Conte di Marialva D'oro alle cinque stelle a cinque punte di rosso disposte in decusse. |
|        | Conte di Monsanto D'argento ai sei bisanti d'azzurro disposti in due file. |
|        | Conte di Neiva D'oro pieno. |
|        | Conte di Portalegre D'argento al leone di porpora, armato e lampassato d'azzurro. |
|        | Conte di Ribeira Grande Di verde alla torre d'argento, chiusa dello stesso, forata di nero e sormontata da una croce latina d'oro, sostenuta da due lupi d'argento affrontati. |
|        | Conte di Sobral D'azzurro alle cinque stelle di David, disposte a croce, e al mare d'argento, mareggiato d'azzurro, alla bordura di rosso caricata di scritta a lettere latine cubitali d'oro, "NOMEN" in capo, "MEUS" e "HONOR" sui lati e "QVE" in punta, rovesciata. |
|        | Conti di Vila Nova di Portimão D'azzurro al leone d'oro armato di rosso. |
|        | Visconte d'Alvor Di verde alla viverna d'oro, sormontata da un leone dello stesso, affiancato da due torri d'argento aperte e forate di nero. |
|        | Barone d'Alvito D'argento ai cinque lupi rapaci di nero, disposti in decusse, alla bordura d'azzurro caricata di otto crocette di Sant'Andrea, tre in capo, due sui lati e una in punta. |
|        | Marchese d'Alegrete Inquartato, nel I e nel IV d'oro, nel II e nel III d'argento al leone di porpora, armato d'acciaio e lampassato di rosso. |
|        | Giovanni Emanuele (1416-tra il 1476 e il 1488), figlio naturale di Edoardo I, Vescovo di Guarda e di Ceuta e Primate d'Africa. Questo divenne in seguito lo stemma dei duchi di Tancos Di rosso alla mano destra al naturale alata d'oro, tenente una spada d'argento manicata d'oro, nel 2 e nel 3 d'argento al leone di porpora, armato e lampassato di rosso. |
|        | Duca di Vitória Inquartato, nel I e nel IV di rosso alla croce d'argento, accantonata da venti bisanti, d'oro disposti in decusse in ciascun cantone, nel II e nel III d'oro al leone di rosso accollato d'oro, sul tutto una stella d'argento e uno scudetto d'azzurro in punto d'onore, alla croce di San'Andrea d'argento e alla croce dello stesso, caricate rispettivamente di una di Sant'Andrea di rosso e di una croce dello stesso. |
|        | Visconte di Vila Nova de Cerveira Interzato in palo, nel I d'oro alle quattro barre di rosso, il II e il III uniti a formare un inquartato, nell'1 e nel 4 d'argento al leone di porpora, armato e lampassato di rosso, nel 2 e nel 3 d'argento alle tre fasce scaccate di rosso e d'oro. |
|        | Conte di Tarouca Partito di tre e troncato di due, nel I, nel III e nel V d'oro ai due lupi rapaci di porpora, nel II, nel IV e nel VI d'oro alle quattro barre di rosso, sul tutto d'oro pieno. |